# Biological Trace Element Research (časopis)
Biological Trace Element Research je časopis koji je osnovan 1979. godine. Ovaj časopis objavljuje Springer Science+Business Media. Glavni urednik je M.F. Flores-Arce (Internacionalna asocijacija bioorganskih naučnika). Po izveštaju objavljenom u Journal Citation Reports, ovaj časopis je 2012. godine imao faktor impakta od 1.307, i bio je na 102. mestu među 122 časopisa u kategoriji "Endokrinologija i metabolizam".